# Nicola Canino
Nicola Canino (Albi, 7 aprile 1897 – Roma, 15 maggio 1962) è stato un vescovo cattolico italiano.

## Biografia
Dopo aver studiato presso il Seminario regionale San Pio X di Catanzaro, il 13 maggio del 1923, a ventisei anni, venne ordinato sacerdote da Mons. Giovanni Fiorentini che lo nominò vice rettore del Seminario Minore Diocesano e docente di religione e Canto gregoriano  presso il Seminario Pontificio.
Inizia il suo ministero nella diocesi di Catanzaro dove fu nominato Arciprete di Gimigliano il 14 agosto del 1921. Provvedette subito a ristrutturare la casa canonica non esitando egli stesso a mettersi all'opera. Nel 1932 venne alla luce la sua opera più importante, iniziata nel 1925, la realizzazione della volta della chiesa arcipretale di Gimigliano decorata dal pittore Diego Grillo di Pizzo Calabro. Per suo volere venne edificato, a fianco al Santuario della Madonna di Porto, un orfanotrofio destinato ad accogliere le bambine figlie dei caduti in Africa Orientale.
Il 26 novembre 1936 veniva nominato da Sua Santità Papa Pio XI, Vescovo di Oppido Mamertina e consacrato vescovo, nella Cattedrale di Catanzaro, il 7 marzo 1937 essendo consacrante l'arcivescovo Giovanni Fiorentini e consacranti il Vescovo di Nicastro,  mons. Eugenio Giambro e il Vescovo di Mileto, mons. Paolo Albera.
Il 13 giugno 1937 fece il suo solenne ingresso a Oppido Mamertina.
Appena giunto in città iniziò, senza risparmiarsi, la sua incisiva opera spirituale, pastorale e materiale: presiedeva la messa domenicale e quella del primo venerdì del mese, consacrato al Cuore di Gesù, e il primo sabato, dedicato alla Madonna Annunziata Patrona della città e diocesi di Oppido Mamertina; teneva le catechesi, i ritiri residenziali del clero, i corsi della scuola serale per i figli del popolo; assisteva alle socie dell'Azione Cattolica Gioventù Femminile; organizzava le colonie estive; ricostruì l'episcopio e il seminario, riservando a sé la direzione; abbellì la cattedrale con gli affreschi del pittore Diego Grillo così come le stanze dell'episcopio e la magnifica cappella del seminario, il soffitto e le pareti del grande salone dell'episcopio oggi Sala Vescovile della Comunità; come segno della sua ardente e filiale devozione a Maria costruì nel giardino interno del palazzo episcopale una suggestiva riproduzione della grotta di Lourdes e in tutte le sue innumerevoli opere è presente un simbolo di sua invenzione, un giglio ad otto petali, circondato dalla corona del Rosario e dall'acronimo V.A.V.F. (Virgo Annunziata Voluit Fecit).
In un momento storico particolarmente difficile, graffiato dal Fascismo e dalla seconda guerra mondiale,  mons. Canino ha lasciato un segno indelebile della sua attività pastorale e materiale, con modi e mezzi in anticipo sui tempi e con un linguaggio chiaro ed immediato, riportando la discussione sui mali della società del tempo ad un piano più alto, spirituale e morale ancora prima che su un piano sociale e politico, richiamando in causa la coscienza dell'uomo, soprattutto del cristiano, al quale ricordava la possibilità, e, quindi, il dovere, che egli possiede, a partire dalla sua testimonianza personale, in rapporto alla costruzione di una Società più giusta e più santa fondata sulle saldi basi del messaggio evangelico.
Rimase a Oppido fino al 1951, fu trasferito a Roma dove morì il 15 maggio del 1962.

## Genealogia episcopale
La genealogia episcopale è:
- Cardinale Scipione Rebiba
- Cardinale Giulio Antonio Santori
- Cardinale Girolamo Bernerio, O.P.
- Arcivescovo Galeazzo Sanvitale
- Cardinale Ludovico Ludovisi
- Cardinale Luigi Caetani
- Cardinale Ulderico Carpegna
- Cardinale Paluzzo Paluzzi Altieri degli Albertoni
- Papa Benedetto XIII
- Papa Benedetto XIV
- Papa Clemente XIII
- Cardinale Marcantonio Colonna
- Cardinale Giacinto Sigismondo Gerdil
- Cardinale Giulio Maria della Somaglia
- Cardinale Carlo Odescalchi, S.I.
- Cardinale Costantino Patrizi Naro
- Cardinale Lucido Maria Parocchi
- Cardinale Alfonso Maria Mistrangelo, Sch. P.
- Arcivescovo Giovanni Fiorentini
- Vescovo Nicola Canino